# Ivo Krobot
Ivo Krobot (* 28. října 1948 Hrabišín) je český dramatik, divadelní scenárista, režisér a pedagog.

## Život
Svoji divadelní kariéru začal jako kulisák v oblastním divadle v Šumperku. Divadelní režii vystudoval v roce 1978 na Janáčkově akademii múzických umění v Brně. V letech 1978 až 1979 působil ve studiu Dílna 24 (Divadlo ve stanu), od roku 1979 až do roku 1993 byl režisérem v pražském Činoherním klubu. V letech 1994 až 1996 působil v pražském Divadle pod Palmovkou. Spolupracoval i s divadly Husa na provázku, s pražským Národním divadlem, s divadlem U stolu a Divadlem v Mladé Boleslavi. V letech 2005 až 2007 pracoval jako umělecký šéf v Klicperově divadle v Hradci Králové. V Jihočeském divadle v Českých Budějovicích působil od roku 2003 jako umělecký šéf činohry.

## Pedagogická činnost
- Vedoucí ateliéru režie na brněnské Janáčkově akademii múzických umění
- 16. listopadu 2012 byl jmenován profesorem Janáčkovy akademie múzických umění v Brně pro obor dramatická umění.[3]

## Inscenace (neúplné)

### Divadlo U stolu
- Fjodor Michajlovič Dostojevskij: Něžná,
- Bohumil Hrabal: Příliš hlučná samota,
- Ivo Krobot: Magor, hrají: Jan Kolařík a Petra Bučková, premiéra: 23. února 2013[4]
  - V roce 2014 zpracováno v Českém rozhlasu. Dramaturgie: Kateřina Rathouská, hudba: Zdeněk Kluka. V režii Iva Krobota hráli: Magor (Jan Kolařík) a Františka (Petra Bučková)[5]
- August Strindberg: Slečna Julie, premiéra: 9. 4. 2016[6]